# Anna Katharine Green
Anna Katharine Green (Brooklyn, Nueva York, 11 de noviembre de 1846 - Búfalo, Nueva York, 11 de abril de 1935) fue una poeta y novelista estadounidense, considerada una de las primeras escritoras de ficción policial en su país, distinguiéndose por escribir historias bien argumentadas y legalmente precisas. Green ha sido llamada «la madre de la novela policíaca».

## Biografía
Green desde temprana edad tenía la ambición de escribir versos románticos y mantuvo correspondencia con Ralph Waldo Emerson. Cuando su poesía no logró obtener reconocimiento, produjo su primera y más conocida novela, El caso Leavenworth (1878), elogiada por Wilkie Collins y que alcanzó el éxito. A lo largo de su carrera, se convirtió en una autora de bestsellers y finalmente publicó 37 libros en 40 años.
El 25 de noviembre de 1884, Green se casó con el actor y diseñador de estufas, y más tarde destacado fabricante de muebles, Charles Rohlfs (1853-1936), quien realizó una gira en una dramatización de El caso Leavenworth con el personaje de villano. Después que su carrera teatral fracasara, se convirtió en fabricante de muebles en 1897 y Green colaboró con él en algunos de sus diseños. Juntos tuvieron una hija y dos hijos: Rosamund Rohlfs, Roland Rohlfs y Sterling Rohlfs. Su hija Rosamund se casó con Robert Twitty Palmer.
Green murió el 11 de abril de 1935 en Buffalo, Nueva York, a la edad de 88 años. Su marido murió al año siguiente.

## Obras seleccionadas

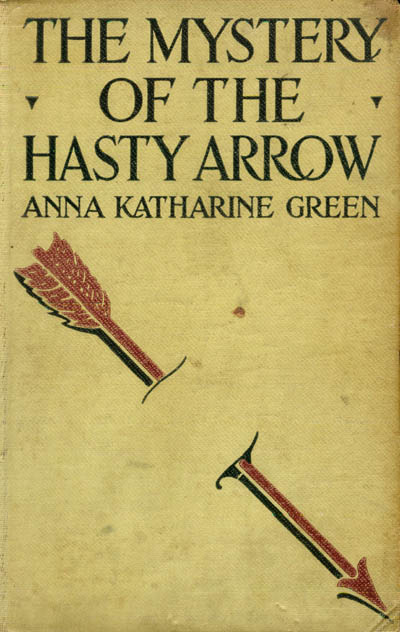
Portada de The Mystery of the Hasty Arrow de Anna Katharine Green

Nolevas detectivestas y de misterio
- The Leavenworth Case (1878)[8] Mr. Gryce #1
- A Strange Disappearance (1880) Mr. Gryce #2
- The Sword of Damocles: A Story of New York Life (1881) Mr. Gryce #3
- Hand and Ring (1883) Mr. Gryce #4
- Behind Closed Doors (1888) Mr. Gryce #5
- A Matter of Millions (1891) Mr. Gryce #6
- The Doctor, His Wife, and the Clock (1895) Mr. Gryce #7. Novellette, más corta que las otras
- That Affair Next Door (1897) (Amelia Butterworth I). También Mr. Gryce #8
- Lost Man's Lane: a Second Episode in the Life of Amelia Butterworth (1898) También Mr. Gryce #9
- The Circular Study (1900) (Amelia Butterworth III) Also Mr. Gryce #10
- One of my Sons (1901) Mr. Gryce #11
- Initials Only (color frontispiece by Arthur Keller) (1911) Mr. Gryce #12
- The Mystery of the Hasty Arrow (1917) Mr. Gryce #13
- X Y Z: A Detective Story (1883)
- The Mill Mystery (1886)
- 7 to 12: A Detective Story (1887)
- One Hour More (1887)
- Forsaken Inn (1890)
- Cynthia Wakeham's Money (1892)
- Miss Hurd: An Enigma (1894)
- Doctor Izard (1895)
- Agatha Webb (1899) Caleb Sweetwater #1
- The Filigree Ball: Being a Full and True Account of the Solution of the Mystery Concerning the Jeffrey-Moore Affair (1903)
- The Millionaire Baby (illustrations by Arthur I. Keller) (1905)
- The Chief Legatee (1906)
- The Woman in the Alcove (ilustraciones deArthur I. Keller) (1906) Caleb Sweetwater #2
- The Mayor's Wife (ilustraciones de Alice Barber Stephens (1907)
- The House of the Whispering Pines (1910) Caleb Sweetwater #3
- Three Thousand Dollars (1910)
- Dark Hollow (1914)
- The Step on the Stair (1923)

Otras novelas
- The Defence of the Bride, and other Poems (1882)
- Risifi's Daughter, a Drama (1887)
- Marked "Personal", A Drama Within a Drama. (1893)
- To the Minute; Scarlet and Black: Two Tales of Life's Perplexities (1916)

Novelas cortas y cuentos
- The Old Stone House and Other Stories (1891), incluye:[9][10]
  - "The Old Stone House"
  - "A Memorable Night"
  - "The Black Cross"
  - "A Mysterious Case"
  - "Shall He Wed Her?"
- A Difficult Problem: The Staircase at the Heart's Delight, and Other Stories (1900), incluye:[11]
  - "A Difficult Problem" (1900)
  - "The Grey Madam" (1899)
  - "The Bronze Hand" (1897)
  - "Midnight in Beauchamp Row" (1895)
  - "The Staircase at the Hearts delight" (1894)
  - "The Hermit of ― Street" (1898)
- Room Number 3, and Other Detective stories (1913), incluye:[12][13]
  - "Room Number 3"
  - "Midnight in Beauchamp Row"
  - "The Ruby and the Caldron"
  - "The Little Steel Coils"
  - "The Staircase at Heart's Delight"
  - "The Amethyst Box"
  - "The Grey Lady"
  - "The Thief"
  - "The House in the Mist"
- Masterpieces of Mystery (1913) 
  - Colección de cuentos. Las historias también están en las colecciones Room number 3 y A Difficult Problem.
- The Golden Slipper, and Other Problems for Violet Strange (1915), incluye:[14]
  - "The Golden Slipper"
  - "The Second Bullet"
  - "The Intangible Clew"
  - "The Grotto Spectre"
  - "The Dreaming Lady"
  - "The House of Clocks"
  - "The Doctor, His Wife, and the Clock" *versión breve de la novela corta.
  - "Missing: Page Thirteen"
  - "Violet's Own"